# 厄克尔永阿市镇
厄克尔永阿市镇（瑞典語：Örkelljunga kommun）是瑞典南部斯科讷省的一个市镇。其治所位于厄克尔永阿。